# Reverse DNS lookup
Em redes de computadores, reverse DNS lookup (ou reverse DNS resolution, rDNS) é a determinação de um nome de domínio associado a um endereço IP na Internet.
Embora a RFC 1912 (Seção 2.1) especifique que "Todo host acessível na Internet deve ter um nome" e que "Para cada endereço IP, deve haver um registro PTR correspondente ...", não é um requisito de Internet Standard, E nem todos os endereços IP têm uma entrada inversa.
Detalhes de implementação
Resolução reversa IPv4
Pesquisas de DNS reverso para endereços IPv4 usam o domínio especial inaddr.arpa. Neste domínio, um endereço IPv4 é representado como uma sequência concatenada de quatro números decimais, separados por pontos, aos quais é anexado o sufixo de domínio de segundo nível
.in-addr.arpa. Os quatro números decimais são obtidos dividindo o endereço IPv4 de 32 bits em quatro octetos e convertendo cada octeto em um número decimal. Estes números decimais são então concatenados na ordem
Aplicações
Menos significativo primeiro (mais à esquerda), octeto mais significativo último (à direita). É importante notar que esta é a ordem inversa para a convenção convencional pontilhada decimal para escrever endereços IPv4 em forma textual.
Por exemplo, para fazer uma pesquisa inversa do endereço IP 8.8.4.4 o registro PTR para o nome de domínio 4.4.8.8.in-addr.arpa seria pesquisado e achou apontar para
Google-public-dns-b.google.com.
Se o registro A do google-public-dns-b.google.com virou de volta para
8.8.4.4 então seria dito ser
Confirmado para a frente.
Método de DNS reverso sem classe
Historicamente, os registros da Internet e os provedores de serviços de internet alocaram os endereços IP em blocos de 256 (para classe C) ou maiores blocos baseados em octetos para classes B e A. Por definição, cada bloco caiu em um limite de octeto. A estrutura do domínio DNS reverso foi baseada nesta definição. No entanto, com a introdução do roteamento inter-domínio sem classe, os endereços IP foram alocados em blocos muito menores e, portanto, o desenho original dos registros do ponteiro era impraticável, uma vez que a autonomia de administração de blocos menores não podia ser concedida. RFC 2317 desenvolveu uma metodologia para resolver esse problema usando CNAME records. 
Resolução reversa do iPv6
Pesquisas de DNS reverso para endereços IPv6 usam o domínio especial ip6.arpa (anteriormente ip6.int [1]). Um endereço IPv6 aparece como um nome neste domínio como uma seqüência de nibbles na ordem inversa, representada como dígitos hexadecimais como subdomínios. Por exemplo, o nome do domínio do ponteiro correspondente ao endereço IPv6 2001: db8 :: 567: 89ab é
B.a.9.8.7.6.5.0.0.0.0.0.0.0.0.0.0.0.0.0.0.0.0.0.8.b.d.0.1.0.0.2.ip6.arpa.
Registos de ponteiros múltiplos
Embora a maioria das entradas rDNS tenham apenas um registro PTR, o DNS não restringe o número. Vários registros de PTR são usados, por exemplo, quando um servidor web oferece suporte a muitos hosts virtuais, ou seja, vários nomes de host, em seguida, resolve para um único endereço e vários nomes de host serão retornados para uma pesquisa PTR para esse endereço compartilhado. No entanto, as pesquisas de DNS geralmente ocorrem ao longo de UDP e, dado que UDP tem um tamanho de mensagem limitado, em casos extremos, várias PTRs podem causar uma resposta de DNS para exceder os limites de UDP.
Conforme descrito em um projecto IETF expirado agora, os desenvolvedores de bibliotecas de pesquisa de DNS precisam levar em consideração este limite de tamanho de mensagem UDP. O agora-histórico GLIBC 2.0 teve esse problema. [3] Conforme explicado pelo rascunho IETF, a solução para o problema é retornar às pesquisas PTR baseadas em TCP quando as pesquisas PTR baseadas em UDP excedem o tamanho da mensagem UDP.
Registros diferentes dos registros PTR
Os tipos de registro que não sejam registros PTR também podem aparecer na árvore DNS reversa. Por exemplo, chaves de criptografia podem ser colocadas lá para IPsec, SSH e IKE. O DNS-Based Service Discovery usa registros especialmente nomeados na árvore DNS reversa para fornecer sugestões aos clientes sobre domínios de descoberta de serviço específicos de sub-rede. [4] Os usos menos padronizados incluem comentários colocados em registros TXT e registros LOC para identificar a localização geofísica de um endereço IP.

Aplicações
Os usos mais comuns do DNS reverso incluem:
•O uso original do rDNS: solução de problemas de rede através de ferramentas como traceroute,Ping e o campo de cabeçalho de rastreamento "Recebido:" para e-mail SMTP, sites que rastreiam usuários (especialmente em fóruns de Internet), etc.
•Uma técnica de e-mail anti-spam: verificar os nomes de domínio no rDNS para ver se eles são prováveis de usuários de discagem, ou os endereços atribuídos dinamicamente provavelmente não serão usados por servidores de correio legítimos. Os proprietários desses endereços IP normalmente os atribuem nomes genéricos de rDNS, como "1-2-3-4-dynamic-ip.example.com". Alguns filtros anti-spam supõem que o e-mail que é originário de tais endereços provavelmente será spam e pode recusar a conexão.
•Uma verificação de DNS reverso confirmada para a frente (FCrDNS) pode criar uma forma de autenticação que mostra uma relação válida entre o proprietário de um nome de domínio e o proprietário do servidor que recebeu um endereço IP. Embora não seja muito aprofundada, esta validação é suficientemente forte para ser usada frequentemente para fins de listagem branca, já que os spammers e phishers normalmente não conseguem realizar uma validação direta quando usam computadores zumbis para forjar registros de domínio.
•As ferramentas de registro ou monitoramento do sistema geralmente recebem entradas com os dispositivos relevantes especificados apenas pelos endereços IP. Para fornecer mais dados utilizáveis para humanos, esses programas geralmente realizam uma pesquisa inversa antes de escrever o log, criando um nome e não o endereço IP.